# Daniel Cherix
Pour les articles homonymes, voir Cherix.
Daniel Cherix (1950-) est un biologiste, professeur honoraire au Département d'écologie et d'évolution de l'Université de Lausanne (UNIL) et conservateur au musée cantonal de zoologie de Lausanne.

## Biographie
Daniel Cherix suit des études de biologie à l’Université de Lausanne, puis termine en 1980 un doctorat sur les fourmis des bois. Il travaille ensuite comme post-doctorant à l'Université d'Hokkaido, au Japon, puis à l'Université de Géorgie à Athens, dans l'État de Géorgie aux États-Unis. En 1982, il rentre en Suisse en tant que conservateur du Musée cantonal de zoologie à Lausanne, et professeur suppléant en entomologie à l’UNIL. Il devient ensuite professeur extraordinaire au Département d'écologie et évolution en 2000, puis professeur associé en 2005. En 1998, il devient président de la Commission de recherche du Parc national suisse, et membre de la Commission fédérale de ce même parc dès 2002.
Le thème de prédilection de ses recherches est l'entomologie et en particulier la myrmécologie. Tout au long de sa carrière, il étudie notamment les fourmis des bois de Suisse et plus particulièrement Formica lugubris et la supercolonie de Formica paralugubris de la station de Chalet à Roch (Le Brassus). Il a également travaillé sur l'entomologie forensique, les lépidoptères de Suisse, l'écologie myrmicéenne des Galapagos, la fourmi de feu et la fourmi d'Argentine aux États-Unis